# Ostfriesische Möwe
Die Ostfriesische Möwe oder Ostfriesische Möve ist eine Hühnerrasse. Es ist eine alte Landhuhnform, die eine schlichte, aber nicht plumpe Form hat. Die Rasse zeichnet sich durch einen mittelhohen Stand mit voller und festanliegender Befiederung aus. Die Zeichnungen von Hahn und Henne unterscheiden sich grundlegend. Bei der Henne ist die Flockung sehr gut zu erkennen, wogegen die Hähne diese Flockung vermissen lassen; nur im Halsbehang findet sich eine Tropfenbildung.
Die Ostfriesische Zwerg-Möwe ist die anerkannte Zwerghuhnrasse der Großform.
Die Ostfriesischen Möwen gelten als wetterfest und vital. Sie sind darüber hinaus auch sehr gute Futtersucher, die nur wenig Beifutter benötigen, wenn sie den entsprechenden Auslauf haben. Ihre Vitalität zeigt sich auch in ihrem für Hühner guten Flugvermögen. So stellen auch Zäune von zwei Metern Höhe kein Hindernis dar.
Auch die Küken sind schon sehr vital und frohwüchsig.

## Schreibweise
Die Schreibweise Möve oder Möwe ist strittig. In der aktuellen Ausgabe des Deutschen Rassegeflügel-Standards des BDRG werden Ostfriesische Möwen mit „w“ geschrieben. Somit ist diese Schreibweise zumindest in Deutschland als offiziell anzusehen. Der Begriff Möwe soll sich nicht nur daher ableiten, dass diese Hühnerrasse ein enormes Flugvermögen hat, auch die Küken haben eine sehr große Ähnlichkeit mit den Küken der echten Möwen.

## Sonstiges
Im ostfriesischen Niederdeutsch wird die Rasse mitunter oostfräisk mäiwke genannt.